# 木内昭胤
木内 昭胤（きうち あきたね、1927年（昭和2年）9月1日 - ）は、日本の外交官。フランス駐箚特命全権大使などを歴任した。

## 経歴・人物
東京都出身。父は外交官の木内良胤、母は宮内次官、枢密顧問官を歴任した関屋貞三郎の長女淑子。次男は元衆議院議員の木内孝胤。
東京大学法学部を卒業し、1951年（昭和26年）4月、外務省に入省する。外務省ではパリ、モスクワ、ワシントンD.C.、ロンドン等の在外公館勤務を経て、田中角栄が首相時代、総理大臣秘書官を務めた。
- 1980年（昭和55年） 外務省アジア局長
- 1983年（昭和58年） マレーシア駐箚特命全権大使
- 1986年（昭和61年） タイ王国駐箚特命全権大使
- 1989年（平成元年） フランス駐箚特命全権大使
- 1992年（平成4年） 外務省を退官

退官後は、住友銀行顧問、アクサ生命保険会長、アジア開発キャピタル会長などを歴任した。
また、細川内閣では細川護熙首相の私的諮問機関であった「経済改革研究会」のメンバーとして規制改革に関するレポートを作成した。
1997年、勲二等旭日重光章受章。

## 同期
- 大鷹弘（駐ビルマ大使・駐スリランカ大使）